# Казки… казки… казки старого Арбату
«Казки… казки… казки старого Арбату» (рос. «Сказки… сказки… сказки старого Арбата») — радянський художній фільм режисера Сави Куліша, знятий у 1982 році за мотивами п'єси Олексія Арбузова «Казки старого Арбату».

## Сюжет
В одному з тихих затишних московських провулків старого Арбату живе чудовий майстер ляльок шістдесяти років Федір Кузьмич Балясников. У нього є вірний друг і помічник Христофор Блохін і син Кузьма, що живе після смерті матері з тіткою, теж лялькар, який з дитячих років мріє перевершити батька.
Федір Кузьмич — кращий майстер на фабриці з виготовлення театральних ляльок, він обожнює свою професію і не мислить себе поза колективом. Христофор Іванович, з яким Федір дружить вже двадцять п'ять років, вмовляє його піти на пенсію і займатися улюбленою справою вдома, закликає його озирнутися, нарешті, на прожиті роки і «стримати свою спритність». Але Балясников-старший і чути про це не хоче. Максимум, на що він погоджується, так це на відпустку, до якої, за його словами, «не опускався» вже п'ять років.
Одного разу, в перший день відпустки, на порозі будинку Федора Кузьмича з'являється мила і ніжна дівчина Віктоша, кравчиня і модельєр, майбутня знаменитість, яка прилетіла з Ленінграда до його сусідки Наташи Кретової. З'ясовується, що її подруга Наташа Кретова вийшла заміж за найкращого друга свого нареченого і виїхала в Теберду. А Віктоша, в свою чергу, втекла від свого ленінградського нареченого Левка, побоюючись, що він не буде з нею щасливий, тому що, на її думку, такій розумній людині не потрібна гарна дружина. Федір і Христофор пропонують гості зупинитися у них, адже вони завтра їдуть на пароплаві в Астрахань і в Москві у них залишаються дві абсолютно порожні квартири.
Поява Вікторії Миколаївни змінює звичне життя домочадців. Батько і син Балясникові, Христофор Іванович і навіть ляльки закохуються в чарівну дівчину…

## У ролях
- Ігор Владимиров — Федір Кузьмич Балясников, майстер з виготовлення театральних ляльок, шістдесяти років
- Зиновій Гердт — Христофор Іванович Блохін, відданий друг і підручний Федора Балясникова, набагато старше шістдесяти років
- Лариса Сучкова — Віктоша (Вікторія Миколаївна), приїхала з Ленінграда, кравчиня і модельєр, двадцяти років  (озвучила Ольга Гобзєва)
- Кирило Арбузов — Кузьма Балясников, син Федора, студент, лялькар, двадцяти двох років
- Валерій Сторожик — Левко (Лев Олександрович Гартвіг), наречений Віктоши, студент Ленінградського математичного інституту, дев'ятнадцяти років
- Олександр Денисенко — «Товстун» з міста Гдова, невизначених років

## Знімальна група
- Автори сценарію:  Олексій Арбузов,  Сава Куліш
- Режисер-постановник:  Сава Куліш
- Оператор-постановник:  Володимир Климов
- Художник-постановник:  Володимир Аронін
- Художники по лялькам:  Микола Серебряков,  Аліна Спешнева, Володимир Птіцин
- Композитор:  Олексій Рибников
- Звукооператор:  Володимир Мазуров
- Музичний редактор:  Мінна Бланк
- Директор картини: Борис Гостинський